# Gentle Giant (album)
Gentle Giant – pierwszy album studyjny grupy Gentle Giant z 1970 roku.

## Lista utworów
Źródło.
Strona A
| 1. | "Giant" (D Shulman, P Shulman, R Shulman & K Minnear)   | 6:22  |
|    |                                                         |       |
| 2. | "Funny Ways" (D Shulman, R Shulman & K Minnear)         | 4:21  |
|    |                                                         |       |
| 3. | "Alucard" (D Shulman, P Shulman, R Shulman & K Minnear) | 6:00  |
|    |                                                         |       |
| 4. | "Isn't It Quiet And Cold?" (K Minnear)                  | 3:51  |
|    |                                                         |       |
|    |                                                         | 20:34 |
|    |                                                         |       |
Strona B
| 1. | "Nothing At All" (D Shulman, R Shulman & K Minnear)                 | 9:08  |
|    |                                                                     |       |
| 2. | "Why Not?" (K Minnear)                                              | 5:31  |
|    |                                                                     |       |
| 3. | "The Queen" (Trad Arr. D Shulman, P Shulman, R Shulman & K Minnear) | 1:40  |
|    |                                                                     |       |
|    |                                                                     | 16:19 |
|    |                                                                     |       |

## Skład
Źródło.
- Gary Green – gitara, gitara 12-strunowa
- Kerry Minnear – instrumenty klawiszowe, gitara basowa, wiolonczela, syntezator, śpiew, chórki, instrumenty perkusyjne
- Derek Shulman – śpiew, chórki, gitara basowa
- Phil Shulman – saksofon, trąbka, flet prosty, śpiew, chórki
- Ray Shulman – gitara basowa, skrzypce, gitara, instrumenty perkusyjne, chórki
- Martin Smith – perkusja, instrumenty perkusyjne

Dodatkowi muzycy
- Paul Cosh – róg tenorowy w "Giant"
- Claire Deniz – wiolonczela w "Isn't It Quiet And Cold?"